# Mstislav Mstislavič
Mstislav Mstislavič, soprannominato l'Audace (in russo Удало́й?, Udaloj) o il Coraggioso (in russo Уда́тный?, Udatny) (in russo Мстислав Мстиславич Удатный?; in ucraino Мстислав Мстиславич Удатний?; tra il 1173 e il 1175 – 1228), fu principe di Novgorod dal 1208/1209 al 1215 e dal 1216 al 1218 e principe di Galizia dal 1218 al 1219 e dal 1221 al 1227.
Tra i sovrani più energici e più attivi della sua epoca in Europa orientale, Mstislav Mstislavič non era il figlio primogenito di Mstislav Rostislavič il Coraggioso ed era dunque destinato a una carriera di secondo piano. Al contrario, grazie alle sue abilità militari e politiche, riuscì a scalare la gerarchia della sua famiglia, quella dei Rostislavič, e contribuì a estendere gradualmente la supremazia della dinastia nella frammentata Rus' di Kiev. Insediatosi a Novgorod, seppe farsi apprezzare dai boiardi locali e scacciò la dinastia che prima amministrava la città e che per breve tempo lo aveva estromesso nel 1215, i cui rappresentanti e suoi antagonisti principali furono sconfitti nella battaglia del fiume Lipica del 1216.
Impegnatosi in diverse campagne nella regione del Baltico contro le aggressive tribù estoni e lettoni, successivamente abbandonò Novgorod e volse il proprio sguardo alla Galizia, una regione da tempo tormentata per via di un vuoto di potere e contesa da Ungheria e Polonia. Assicuratosi l'importante appoggio del candidato più papabile alla successione, Danilo di Volinia, Mstislav riuscì a sedere sul trono galiziano in due occasioni distinte. Qui non seppe però farsi apprezzare e i boiardi più volte sollecitarono la sua partenza, avvenuta nel 1227. È plausibile che la sua reputazione di sapiente generale avesse subito una crepa insanabile tempo prima, quando nel 1223 allestì una vasta coalizione contro i mongoli sbaragliata miseramente nella battaglia del fiume Kalka. Probabilmente già ammalatosi da un po', morì nel 1228 e le sue spoglie furono traslate in una chiesa da lui fatta costruire a Kiev.
Attento e lungimirante, fu l'unico sovrano non attivo a Kiev o nella sua capitale dinastica a venire definito dalle fonti medievali "gran principe". Ciononostante, il giudizio nei suoi confronti non è stato unanime, spesso perché frutto di visioni preconcette degli autori dell'epoca. Gli storici moderni gli hanno attribuito grande importanza, sottolineando che fu ben oltre che un semplice cavaliere errante in cerca di fortuna, ma un uomo avveduto, razionale e rispettoso delle tradizioni genealogiche di successione, una caratteristica questa assai apprezzata dai parenti che aveva aiutato a stabilirsi o a ristabilirsi al potere. I suoi figli ebbero un impatto storico insignificante, mentre maggiore rilevanza ebbero i nipoti, tra cui spiccano, per parte materna, Alessandro Nevskij e Leone I di Galizia.

## Biografia

### Primi anni

Cartina storica che mostra l'evoluzione territoriale della Rus' di Kiev dalla sua fondazione alla sua dissoluzione, inclusi i principati che se ne separarono

Secondo gli storici Martin Dimnik e John Fennell, Mstislav Mstislavič nacque tra il 1173 e il 1175, e comunque prima del 1176, anno in cui suo padre Mstislav Rostislavič, detto il Coraggioso, si unì in seconde nozze con una principessa di Rjazan'. Dimnik, in particolare, ha escluso che Mstislav fosse nato da questa seconda unione, sostenendo piuttosto che fosse figlio della prima moglie, forse morta di parto. È stata avanzata l'ipotesi che la madre fosse una figlia di Jaroslav Osmomysl, principe di Galizia, il che lo renderebbe discendente per via materna della dinastia galiziana estintasi nel 1198 con la morte del principe Vladimir II Jaroslavič. Tuttavia, le cronache medievali non attestano alcun legame genealogico tra Mstislav e Jaroslav Osmomysl, rendendo tale supposizione non verificabile. Resta sconosciuto poi il suo nome di battesimo, sebbene i sigilli superstiti inducano a ritenere che potesse essere Teodoro (Fedor).
Si sa poco della sua adolescenza, sebbene si ipotizzi che, come gran parte della sua vita, l'avesse trascorsa nella Rus' meridionale, dove gli fu forse affidata l'amministrazione di una città del principato di Kiev in età «sorprendentemente giovane». Il contesto storico in cui visse i suoi primi decenni era caratterizzato dal forte indebolimento della Rus' di Kiev. Il potere era ormai conteso da diversi rami della dinastia rjurikide, tra cui quello dei Rostislavič di Smolensk - la stirpe di Mstislav - determinato a espandere la propria influenza verso sud, in direzione di Kiev. Il suo nome compare per la prima volta in una cronaca nel 1193, in occasione di una spedizione vittoriosa condotta contro i poloviciani e partita da Trepol', una città-fortezza situata lungo il fiume Dnepr. Essendo un comandante militare inesperto in quanto diciottenne o al massimo ventenne, è probabile che le operazioni fossero state supervisionate da un boiardo al suo seguito a capo della družina (lo schieramento personale di guardie del corpo). Proprio questa precoce partecipazione alla campagna potrebbe avergli valso il suo soprannome, "l'Audace" (Udaloy), benché se ne conosca anche un'altra variante, "l'Abile" o "il Coraggioso" (Udatniy), come testimonia il capitolo dedicato all'anno 1227 nel Codice Ipaziano. Nel 1194, suo zio Rurik Rostislavič divenne gran principe di Kiev e assegnò al nipote la gestione di Trepol', salvo poi rimuoverlo nell'anno seguente. Le cronache medievali non specificano la nuova sede di destinazione, ma è plausibile che gli fosse affidata un'altra città della Rus'.

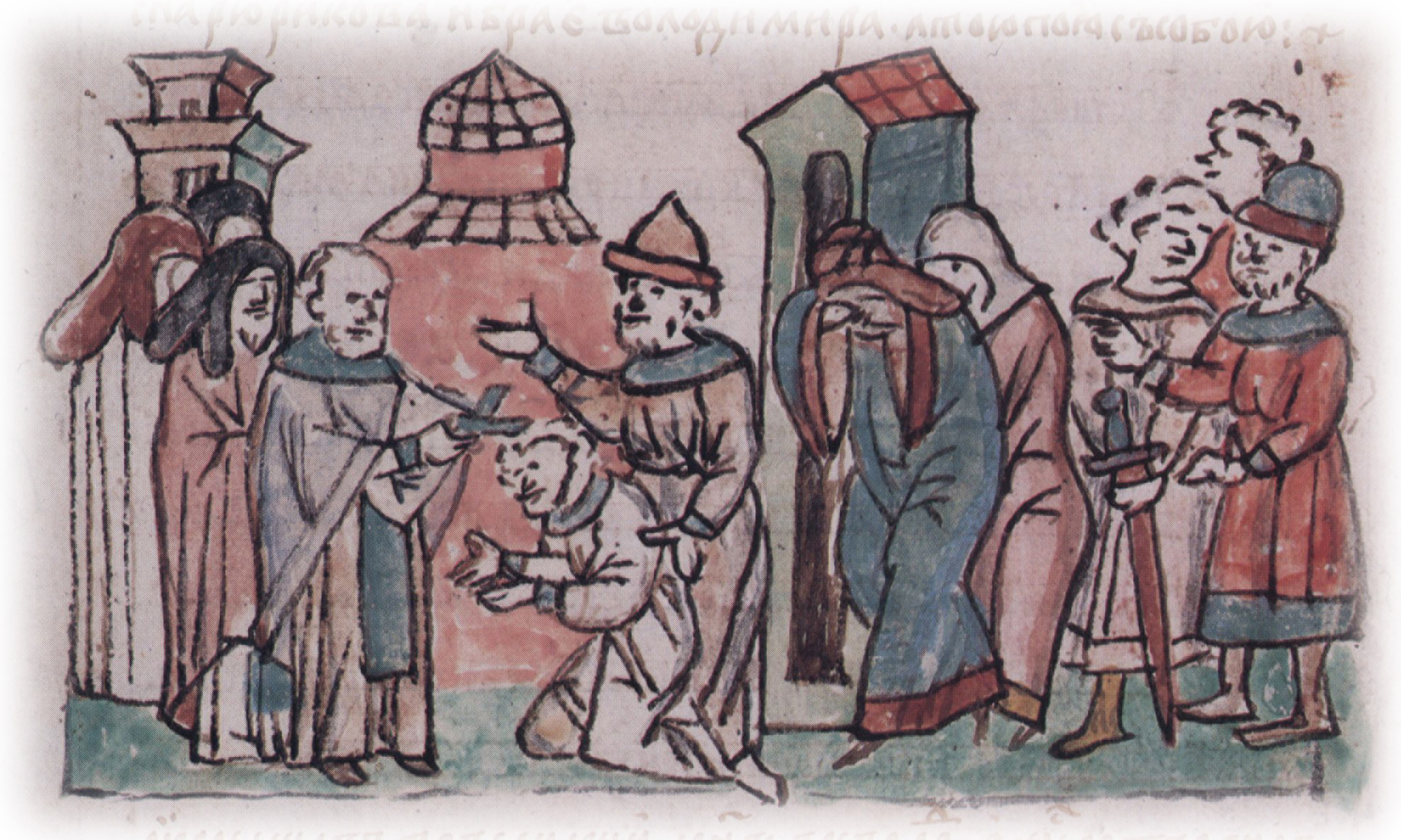
La cattura e la tonsura di Rurik Rostislavič nel 1204 per mano di Romano Mstislavič. Miniatura tratta dalla Cronaca dei Radziwiłł

Nel 1196, Rurik entrò in contrasto con gli Olgoviči di Černihiv, contrari alla sua politica di trasformare Kiev in un possedimento ereditario dei Rostislavič, in aperta contraddizione con le norme dinastiche stabilite da Jaroslav il Saggio. Allo scopo di vendicarsi di un'incursione precedentemente subita, Rurik incaricò il nipote di recarsi da Vladimir II Jaroslavič, principe di Galizia, e convincerlo a condurre congiuntamente un’incursione contro i domini di Romano Mstislavič «nei dintorni di Peremil'», in Volinia, cosa che fecero. Si trattò della prima volta in cui le fonti testimoniano un'operazione militare di Mstislav in quella regione. Due anni dopo, nell'inverno del 1198, il Codice Ipaziano riferisce che a Rostislav Rurikovič, figlio di Rurik Rostislavič e cugino di Mstislav, nacque una figlia di nome Eufrosina. L'evento suscitò entusiasmo in famiglia e si ha notizia della visita compiuta da Mstislav a Vyšhorod, dove era nata la piccola. La testimonianza della presenza a Mstislav ha una valenza duplice: innanzitutto dimostra uno stretto legame personale e, in secondo luogo, certifica che i suoi domini dovessero trovarsi a ridosso delle terre di Kiev, dal momento che poté compiere una visita di cortesia con tale facilità. Quando nel 1198 Vladimir Jaroslavič morì, si aprì una vastissima crisi di successione per il possesso della Galizia, poiché non vi erano eredi. Rurik si inserì nella contesa, ma quando si allontanò da Kiev i suoi rivali capeggiati da Romano Mstislavič e da Vsevolod Čermnyj ne approfittarono per sostituirlo con Ingvar Jaroslavič. Il 2 gennaio 1203, Rurik allestì una vasta coalizione con diversi nobili e riprese possesso di Kiev, lasciandosi andare a un massacro che non ebbe pari sin dai tempi della cristianizzazione della Rus' di Kiev. A questa mattanza partecipò forse anche Mstislav, i cui soldati eseguirono un ampio saccheggio di chiese e monasteri. Pur essendo ampiamente probabile, non può aversi comunque l'inequivocabile conferma poiché il giovane era ancora troppo secondario nella genealogia della sua famiglia da meritare una menzione esplicita nelle cronache. Romano Mstislavič seppe comunque reagire al sacco e, tornato in una posizione di forza, costrinse Rurik a giungere con lui a una pace; pur avendolo rinominato principe di Kiev, i due litigarono presto e, nel 1204, Rurik fu fatto prigioniero e costretto a farsi monaco per espiare i suoi peccati.
Quando Romano morì nel 1205 in una battaglia contro la Polonia, si aprì una nuova crisi per il possesso della Galizia, poiché i suoi figli maschi, Danilo e Vasil'ko, avevano uno quattro anni e l'altro due, motivo per cui erano ancora acerbi per governare. Mentre i nobili della Galizia giuravano fedeltà a Danilo, Rurik Rostislavič svestì gli abiti di monaco non appena seppe la notizia della dipartita di Romano e si reinsediò a Kiev, giungendo a una pace con l'altro rivale che era ancora in vita, Vsevolod Čermnyj. La neonata coalizione attaccò dunque la Galizia, ma non fu in grado di prevalere e dovette ritirarsi «a mani vuote e con l'onta della vergogna». Ancora una volta, sia pur senza una menzione esplicita, è credibile pensare a un intervento di Mstislav Mstislavič in tale spedizione. L'anno dopo Rurik e Vsevolod riprovarono nel proprio intento, nuovamente invano, ma in quest'occasione Vsevolod ritornò prima a Kiev e si assicurò il comando della città per sé, estromettendo il suo alleato temporaneo. L'insediamento di Vsevolod Čermnyj spronò Rurik a convocare i suoi parenti allo scopo di scatenare una grande offensiva contro il nuovo signore. In questo contesto, si rivolse certamente pure a Mstislav, il quale, nel 1207, si era insediato a Torčesk (nei pressi della moderna Kaharlyk), dove si trovava una guarnigione di guerrieri turchi solitamente impiegata dal principe di Kiev per respingere le incursioni dei poloviciani. La coalizione dei Rostislavič aggredì l'avversario abbastanza presto, però Vsevolod seppe gradualmente riorganizzarsi e, entro la metà del 1207, respinse con successo numerosi suoi oppositori, compreso Mstislav da Torčesk. Le modalità con cui ciò avvenne sono ben raccontate dalle cronache. Vsevolod assaltò con vigore l'insediamento senza però spaventare Mstislav, il quale non si arrese nonostante l'inferiorità numerica. Quando però i poloviciani al soldo di Vsevolod iniziarono a devastare le campagne circostanti, diversi consiglieri di Mstislav gli suggerirono di arrendersi e quindi scampare all'eccidio, scelta che eseguì. In quell'occasione, si riguadagnò o si guadagnò, qualora non se lo fosse meritato prima, il soprannome di "Audace". La parentesi di Vsevolod a Kiev non durò comunque a lungo, poiché gli subentrò presto al potere Rurik Rostislavič, secondo John Fennell in quella veste per la (almeno) settima volta nella sua vita.

### Insediamento a Novgorod

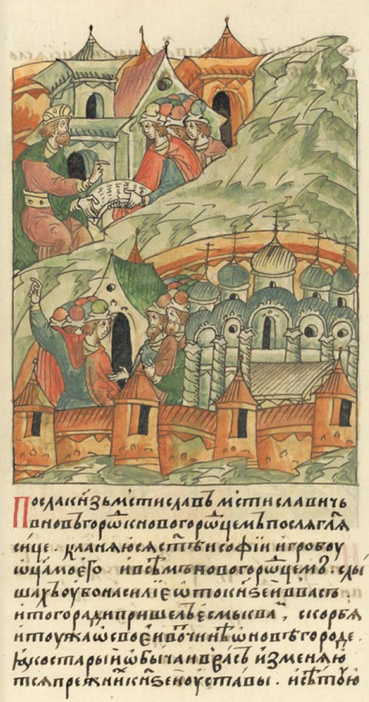
Mstislav Mstislavič (in alto a sinistra) incarica un suo messaggero di recarsi a Novgorod, dove viene ricevuto da alcuni boiardi locali. Miniatura tratta dalla Cronaca Illustrata di Ivan il Terribile

Mentre l'esautorato Vsevolod Čermnyj cercò dal 1207 di muoversi per vie diplomatiche al fine di ottenere sostegno contro Rurik, Mstislav si mostrò particolarmente attivo sul piano militare. Dopo la resa a Torčesk, Mstislav si era trasferito nel principato di Smolensk, dove aveva conquistato la città più settentrionale, Toropec, da cui presto si convinse a progettare un attacco contro la repubblica di Novgorod. Dall'inizio del 1208, il principe in carica a Novgorod era Svjatoslav, il cui padre era il potente Vsevolod III di Vladimir, discendente dal ramo rjurikide dei Monomachi, e la cui sfera d'influenza si estendeva anche su quella città. Ad ogni modo, Svjatoslav era il quartogenito maschio e dunque non poteva aspirare a cariche più ambite, già prerogativa dei suoi fratelli maggiori Costantino, Jurij II e Jaroslav II.
Mstislav scelse con cura il momento preciso in cui colpire, approfittando di una campagna punitiva contro Rjazan' che tenne impegnati i figli di Vsevolod III alla fine del 1208. La sua prima mossa fu quella di invadere l'avamposto orientale di Toržok, il più importante dei possedimenti novgorodiani, nonché una fortezza cruciale situata nei pressi del confine con Suzdal'. In seguito arrestò i rappresentanti e il posadnik (amministratore cittadino) Tverdislav, oltre a spedire un messaggio alla città di Novgorod in cui dichiarava: «Saluto Santa Sofia [la cattedrale del posto] e la tomba di mio padre; sono venuto da voi, addolorato per il mio patrimonio, avendo appreso della violenza subita da parte dei vostri prìncipi». Il messaggio era indubbiamente rivolto a coloro che erano ostili ai signori di Vladimir-Suzdal', mentre il termine «violenza» alludeva alle misure repressive da loro adottate contro i boiardi filo-Rostislavič. Si trattava in realtà di un riferimento errato, poiché Novgorod non era mai appartenuta a un principe o a una dinastia; essa era de facto una repubblica oligarchica dominata dai boiardi, i quali si riservavano il diritto di nominare e deporre il proprio signore secondo criteri politici ed economici. Al di là di queste sottigliezze, l'appello intimorì tutti quei nobili terrorizzati dal rischio di subire repressioni e riscosse un successo immediato, tanto che Mstislav fu invitato subito a recarsi a Novgorod, dove fu ricevuto con tutti gli onori e «posto sul trono di suo padre». Al contempo, Svjatoslav fu arrestato e confinato nel palazzo dell'arcivescovo, in attesa di negoziati con il padre del governatore detronizzato. Questo comportamento indispettì Vsevolod III e, come contromossa, costui ordinò di arrestare tutti i mercanti novgorodiani che riuscì a scovare e ne fece confiscare le merci. Impossibilitato a scacciare Mstislav con la forza, egli cominciò a stringere delle relazioni diplomatiche con gli Olgoviči, un tempo dinastia regnante a Černihiv, sia pur malvolentieri. La situazione entrò in una fase critica quando i contendenti misero in atto delle dimostrazioni di forza. Dal canto suo, all'inizio del 1209 Vsevolod inviò un esercito guidato da suo figlio Costantino a Tver', appena a est di Toržok, ma sul lato suzdaliano del confine; Mstislav, invece, marciò verso est, presumibilmente con la propria družina e con tutte le truppe che i suoi sostenitori a Novgorod poterono arruolare. Benché gli eventi relativi all'inverno del 1208/1209 siano riferiti dalle fonti primarie in maniera confusa, non si arrivò a uno scontro aperto, poiché entrambi gli schieramenti provavano un enorme timore reciproco. Pare i toni divennero concilianti a seguito dell'accorato appello rivolto in una missiva da Vsevolod, in cui si leggeva: «Tu sei come un figlio per me, e io come un padre per te. Lascia andare Svjatoslav, i suoi uomini e tutti coloro che hai incatenato, così io libererò ogni mercante [novgorodiano] e le rispettive merci». Non appena Mstislav obbedì alle richieste, anche il padre di Svjatoslav fece lo stesso e l'intesa poté dirsi raggiunta.
Al termine di un paio di anni tumultuosi, Mstislav Mstislavič era dunque riuscito ad assicurarsi nel 1209 il trono di Novgorod, aggiungendo la città ai possedimenti compresi nell'orbita dei Rostislavič. Resta però ignoto se si trattò di una mossa deliberata per estendere l'influenza della sua stirpe in un'area che il gran principe di Vladimir-Suzdal' considerava di sua competenza oppure se si trattò semplicemente di un atto avventato compiuto dall'esuberante Mstislav. Martin Dimnik ha invitato ad analizzare il contesto in maniera più ampia: nel 1208 era infatti venuto a mancare Rurik Rostislavič, principale protettore di Mstislav, il quale, al ritorno al potere di Vsevolod Čermnyj a Kiev, correva ora il rischio di ritorsioni. Consapevole di ciò e sapendo che Vsevolod III era ancora impegnato militarmente a Rjazan', Mstislav «si auto-invitò negli affari di Novgorod».

#### Politica nel Baltico e campagna di Kiev

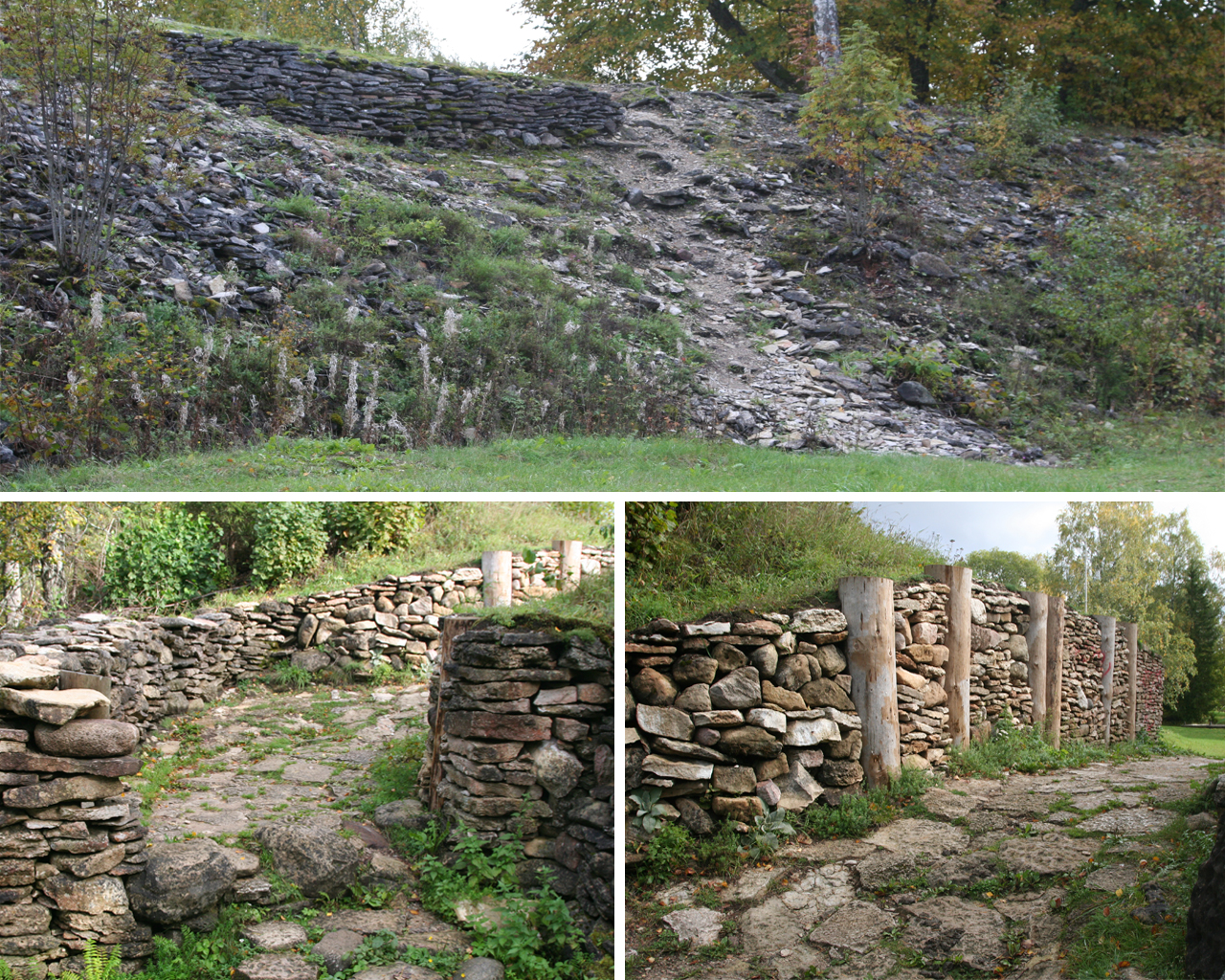
Rovine di Vorob'ino («castrum Warbole»), nel nord dell'Estonia. Questa località, abitata dai Ciudi, fu attaccata da Mstislav Mstislavič nel 1212

Stabilitosi in maniera salda a Novgorod, prima della fine del 1209 Mstislav Mstislavič si era già preoccupato di irrobustire le fortificazioni meridionali e orientali nella regione, in particolare Velikie Luki a sud, funzionale a respingere i crescenti attacchi compiuti dalle tribù della Lituania. Dopo aver supervisionato di persona anche i lavori sulle difese di Toržok, si circondò di una ristretta schiera di uomini fidati e una delle prime avversità che dovette affrontare coincise con un disastroso incendio scoppiato nel 1209 (responsabile della distruzione di 4 300 abitazioni e quindici chiese), appiccato in sua assenza forse da piromani filo-suzdaliani. In tutto il periodo in cui governò, Mstislav o i suoi parenti inflissero colpi ricorrenti ai vicini occidentali della repubblica, i Ciudi, dovendosi invece difendere da ovest soltanto in un paio di situazioni. A partire dal 1210 furono organizzate almeno cinque campagne, delle quali alcune di portata piuttosto limitata e perlopiù atte a catturare prigionieri, cavalli e bestiame, oppure a imporre tributi alle tribù locali. Una delle due meglio organizzate ebbe luogo all'inizio del 1212 e vide la partecipazione di truppe di Novgorod, Pskov e Toropec contro le tribù stanziate lungo le coste del mar Baltico e a Iuri'ev (l'odierna Tartu, in Estonia). Le forze rus' raggiunsero inoltre Vorob'ino («castrum Warbole» nella Chronica di Enrico di Livonia), nel nord dell'Estonia (situata 41 km a sud-ovest da Reval).
Riuscito a imporre dei tributi agli sconfitti e a catturare numerosi prigionieri, Mstislav si preparò presto a lottare per una sfida più probante, in quanto nell'estate del 1212 ebbero luogo a Novogorod i preparativi per un'offensiva contro gli Olgoviči e contro Vsevolod Čermnyj. Mstislav Mstislavič, ormai in pieno controllo del nord‑ovest, partì con un esercito in direzione di Smolensk, dove si unì al principe locale Mstislav Romanovič, detto il Vecchio, a due figli di Rurik e ad altri aristocratici di spicco. I reparti novgorodiani mostrarono però inizialmente una certa riluttanza a proseguire oltre Smolensk, affermando che l'offensiva non toccava i loro interessi e che, pertanto, non avevano intenzione di continuare, circostanza la quale costrinse Mstislav a convocare un veče (incontro, assemblea). Quando Mstislav espose le sue ragioni, l'assemblea si lasciò persuadere dalle sue parole e replicò con una dichiarazione solenne: «Là, principe, guarderai con gli occhi, là giaceranno le nostre teste». Stando a un'altra versione, i guerrieri furono infine convinti a continuare dal sapiente eloquio del posadnik di Novgorod, Tverdislav, il quale li esortò dicendo: «Fratelli novgorodiani! I nostri padri e nonni hanno sofferto per la terra della Rus'; seguiamo dunque, fratelli, il nostro principe!». Proseguendo lungo lo Dnepr, conquistarono Rėčica e «molte altre città del [principato] di Černihiv» prima di avvicinarsi a Kiev. Il piano d'assalto prevedeva una manovra di accerchiamento della capitale, al fine di poi di occuparla ed esautorare Vsevolod Čermnyj, nel frattempo ritornato al potere scacciando Rurik. L'attacco decisivo si concretizzò nell'agosto del 1212 e, al termine di tre settimane di aspri combattimenti, i seguaci di Vsevolod Čermnyj si arresero e stipularono un'intesa di pace a Černihiv. Furono quindi avviati a Kiev i preparativi per l'insediamento del membro più anziano della famiglia, il già citato Ingvar Jaroslavič, sebbene resti controverso se Mstislav Mstislavič fosse stato effettivamente favorevole al suo ripristino al trono. Al netto di versioni contraddittorie fornite dalle fonti, è lecito affermare che il suo carisma aveva raggiunto un livello tale da consentirgli di determinare gli equilibri dinastici, pur non essendo il più anziano dei Rostislavič. A giudizio di Martin Dimnik, l'aver probabilmente favorito l'ascesa di Ingvar a Kiev lo privò dell'unica opportunità che gli sarebbe mai capitata di usurpare il trono e ricoprire una carica che, con buona dose di certezza, nessuno in quel frangente avrebbe osato contestare. In quella circostanza, si dimostrò rispettoso dei criteri di successione genealogica per anzianità, a differenza di Mstislav Romanovič, che al ritorno del parente a Novgorod violò la tradizione e si assicurò per sé il potere. Nel tentativo di giustificare questa condotta, un cronista di Kiev attribuisce un ruolo preminente nelle precedenti operazioni belliche a Mstislav Romanovič di Smolensk e un apporto marginale di Mstislav Mstislavič. Si immagina che l'affermazione pressoché indiscussa dei Rostislavič coincise con l'avvio di una fase di relativa stabilità nella Rus' meridionale.

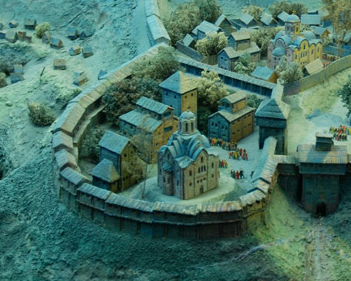
Ricostruzione di un distretto cittadino della Kiev medievale

Nell'agosto del 1216, ebbe luogo la seconda più grossa spedizione condotta da Mstislav contro le popolazioni baltiche, la quale si spinse fino a Riga. Per spiegare le manovre compiute dal principe in Livonia (come all'epoca erano conosciute Estonia e Lettonia), gli studiosi hanno ravvisato che lo scopo ultimo della politica occidentale di Mstislav non era quello di insediarvisi stabilmente né di convertirne gli abitanti al cristianesimo o di espandere i confini verso occidente, ma piuttosto di scoraggiare i guerrieri ciudi dall'invadere le terre di Novgorod e costringerli a pagare dei tributi che venivano versati sin dalla metà del XII secolo. Un altro fine nemmeno troppo recondito era quello di scacciare le sempre più aggressive forze crociate attive in Livonia, ma per realizzare quest'obiettivo era necessario che Pskov fosse tenuta sotto ferreo controllo dai Rostislavič. Non a caso, dal 1208 al 1221 l'insediamento rimase sempre affidato alla supervisione di un parente stretto di Mstislav (il più delle volte suo fratello Vladimir).

#### Detronizzazione e ritorno al potere
Pare che quando Mstislav partì alla volta della Galizia nell'inverno tra il 1214/1215, convocò un veče in occasione del quale comunicò ai boiardi di Novgorod di essere «liberi di scegliere il vostro principe». Secondo un altro cronista, egli avrebbe lasciato nella città la moglie e il figlio, a conferma della sua evidente intenzione di farvi ritorno quando ne avrebbe avuto modo. Del resto, il suo viaggio iniziale in Galizia non coincise con l'esecuzione di alcuna spedizione militare e la sua ricomparsa a Novgorod nel 1215 suffraga l'ipotesi che si fosse trattato di un semplice viaggio di esplorazione. Mentre si dirigeva verso casa, i suoi nemici presero alla lettera le parole pronunciate durante il veče, scegliendo di nominare al potere il terzogenito di Vsevolod III di Vladimir-Suzdal', il già citato Jaroslav. Costui, che desiderava da almeno un decennio ottenere la supremazia su Novgorod, aveva sposato nel 1214 la figlia di Mstislav Mstislavič, ma tale unione non aveva spianato la strada a nessuna concreta distensione e i rapporti erano rimasti freddi. La scelta compiuta dai boiardi appariva astuta: i detrattori del principe avevano caldeggiato la nomina di suo cognato, credendo che tale decisione sarebbe stata tollerata di buon grado. Una cronaca tarda rivela che i novgorodiani furono felici di apprendere la partenza di Mstislav, in quanto giudicata una figura ingombrante e scaltra, la cui presenza li costringeva a vivere nella costante paura di ritorsioni. Il nuovo principe non dimostrò però grande lungimiranza, in quanto si oppose subito alle politiche del predecessore e assunse delle misure restrittive nei confronti degli ufficiali di Mstislav. Ciò non fece altro che incrementare il novero dei suoi oppositori, segno che Mstislav godeva ancora di tanti simpatizzanti, nonostante le epurazioni.
Informato sugli sviluppi, Mstislav convinse due cugini a prestargli aiuto, a testimonianza del fatto che i Rostislavič consideravano ormai Novgorod un proprio possedimento dinastico. Saputo che il rivale stava radunando truppe a Smolensk, Jaroslav si trasferì a Toržok, da cui eseguì svariati tentativi di sabotare la città di Novgorod arrestandone i mercanti e razziando Toropec. L'ulteriore serie di provvedimenti restrittivi spianò la strada a Mstislav per la riconquista di Novgorod, in cui fece il suo ingresso l'11 febbraio 1216. Arrestato immediatamente il governatore nominato da Jaroslav, ordinò al suo genero di liberare ogni prigioniero novgorodiano e di lasciare Toržok, ma, ricevuto un rifiuto, partì verso est alla testa di un esercito il 1º marzo. Quando la guerra tra Jaroslav e Mstislav divenne inevitabile, entrambi si impegnarono in schermaglie locali lungo i confini tra Novgorod, Smolensk e Suzdal'. In previsione dello scontro decisivo, ognuno costruì un'ampia coalizione. Jaroslav convinse alla propria causa suo fratello maggiore Jurij, mentre Mstislav riunì attorno a sé alcuni parenti (il fratello Vladimir, allora principe di Pskov, il cugino Vladimiro Rurikovič di Smolensk e Vsevolod, figlio del sovrano di Kiev, Mstislav Romanovič). Da politico accorto qual era, Mstislav sapeva che tra i figli di Vsevolod III di Vladimir-Suzdal' (morto nel 1212) permanevano delle ruggini inerenti all'eredità del padre e, per questa ragione, persuase a unirsi alla sua coalizione anche Costantino, fratello maggiore di Jaroslav e di Jurij. È interessante notare come già in questa fase le cronache medievali definiscano Mstislav «gran principe» (knyaz' velikii M'tislav), una formula riservata a pochissimi sovrani di Novgorod.

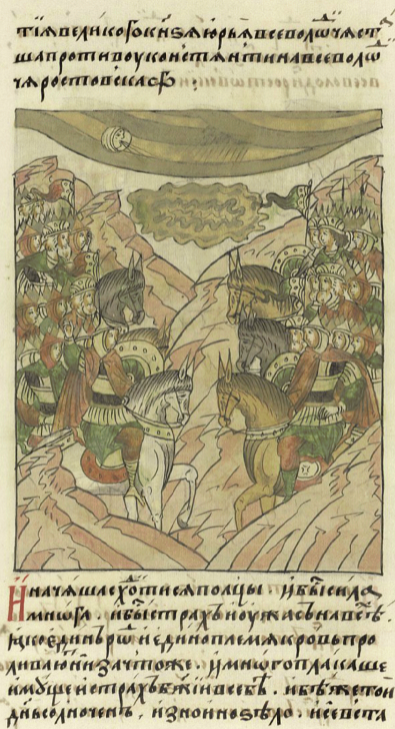
L'esercito di Mstislav Mstislavič incontra quello di Jaroslav II di Vladimir prima di scontrarsi nella battaglia del fiume Lipica. Miniatura tratta dalla Cronaca illustrata di Ivan il Terribile, XVI secolo

Il 21 aprile 1216, i due eserciti contrapposti si fronteggiarono nei pressi di Jur'ev-Pol'skij in quella che è passata alla storia come battaglia del fiume Lipica, il nome del fiume che lì scorreva. Anche se inizialmente si tentò la via diplomatica, affermando che non c'erano ragioni per entrare in conflitto con Jurij e che si poteva discutere una nuova ripartizione delle terre ereditate da Vsevolod III, Jaroslav respinse ogni forma di compromesso. Secondo le fonti, arrivò addirittura ad abbozzare un piano di spartizione della Rus' in caso di vittoria, dove naturalmente i Rostislavič sarebbero stati del tutto estromessi. La battaglia, invece, si concluse nettamente a favore di Mstislav e Costantino, benché sia difficile seguire le descrizioni fornite dalle cronache delle battaglie russe medievali in merito al numero dei partecipanti e alle perdite subite, spesso a causa di grossolane iperboli. Stando ad alcuni resoconti scritti a Smolensk, cronologicamente i più prossimi a fornire delle cifre, Jurij e Jaroslav persero 9 233 morti e sessanta prigionieri, mentre le perdite di Costantino e dei Rostislavič ammontarono a sei (cinque novgorodiani e un guerriero di Smolensk). Gli storici moderni hanno scartato questi dati, sia pur accettando il fatto che si trattò di uno scontro dalle vaste proporzioni terminato con la precipitosa fuga di Jurij e di Jaroslav a Vladimir. I pochi reduci sopravvissuti non erano in grado di opporre alcuna seria resistenza e, dopo aver assistito impotenti al saccheggio di Vladimir, i due principi non poterono far altro che arrendersi a Mstislav. Quest'ultimo concesse a Jurij un salvacondotto dai contorni molto simili a un esilio nella città di Gorodec, all'estremità orientale del Volga, in territorio suzdaliano. Quanto a Jaroslav, bollato nelle fonti di Novgorod e Smolensk alla stregua del principale responsabile della guerra, si rifugiò a Perejaslavl', dove uccise per rappresaglia numerosi mercanti novgorodiani, salvo poi invocare il perdono del fratello Costantino. Dopo aver elargito una serie di doni sontuosi, a Jaroslav fu concesso di rimanere lì, ma dovette lasciar andare via sua moglie, la figlia di Mstislav, i novgorodiani fatti prigionieri e chiunque altro avesse combattuto nel suo esercito. Tale evento pose fine alla guerra e fece sì che Mstislav tornasse a Novgorod e suo fratello Vladimir a Pskov. Costantino assunse la carica di gran principe a Vladimir e trascorse gli ultimi due anni della sua vita tra la capitale e Rostov.
Nel giudicare l'operato di Mstislav, vi è chi ha sostenuto che sotto di lui Novgorod raggiunse il suo apogeo in termini di potenza e rilevanza politica rispetto agli altri principati rus'. In chiave più ristretta, si può dire che certamente il suo ritorno al comando coincise con la scomparsa di qualsiasi sostenitore suzdeliano, considerato che Mstislav veniva visto quasi alla stregua di un liberatore dopo aver prima scacciato Svjatoslav e poi Jaroslav, ritenuti responsabili di tante crudeltà. Tra la fine del 1216 e l'inizio del 1217, Mstislav lasciò Novgorod per recarsi a Kiev, malgrado sia ignoto il motivo della visita. Dovendo azzardare un'ipotesi, è possibile che lì discusse dei preparativi che più tardi lo avrebbero visto impegnato in una campagna in Galizia. Il suo ritorno a Novgorod nella primavera del 1217, ovvero in tempi relativamente rapidi, lascia intuire che le conversazioni furono proficue.

#### Politica interna
Nei suoi dieci anni al potere, Mstislav dimostrò appieno la propria abilità nel tenere sotto controllo i boiardi, e per circa un lustro i principali alleati dei Rostislavič ricoprirono la carica di posadnik. Per il restante arco temporale, il suo più fidato sostenitore fu Tverdislav, già al servizio di Svjatoslav di Vladimir, il quale dimostrò un'inaspettata fedeltà. Al contempo, si prodigò nel tentativo di mantenere relazioni amichevoli con la fazione anti-Rostislavič, affermazione questa testimoniata dalle cronache medievali rus'. Pare uno dei più importanti oppositori di Mstislav fu l'arcivescovo Mitrofan, il quale, secondo la Prima Cronaca di Novgorod, fu scacciato dalla città e spedito a Toropec per imprigionarlo. Non è noto cosa motivò quest'astio tra i due, ma ciò che è certo è che il provvedimento con cui Mstislav incarcerò l'arcivescovo incontrò l'approvazione dei propri sudditi.
Al netto della sua breve assenza nel 1215, fu solo nel luglio del 1217 che ebbe luogo l'allontanamento definitivo di Mstislav da Novgorod quando partì per la Galizia. In un momento imprecisato rispetto a quando nello stesso anno si verificò un incendio che arse quindici chiese, Mstislav annunciò la sua intenzione di allontanarsi dalla città di sua spontanea volontà nel corso di un veče, durante cui fu invano dai suoi sudditi implorato di rimanere. Non sono note le motivazioni che spinsero Mstislav ad abbandonare la città, benché gli storici abbiano provato a individuarne diverse. Oltre alle ragioni per cui si era convinto a recarsi in Galizia per rivendicare un possibile titolo ereditario e per ricondurre la regione nell'orbita dell'Europa orientale, è possibile che, semmai avesse avuto un ripensamento, ogni dubbio si dissipò il 2 febbraio 1218, quando Costantino Vsevolodovič morì. Con la scomparsa di Costantino, infatti, Jurij e Jaroslav cercarono di ristabilire la propria autorità, non avendo mai realmente accettato la perdita di Novgorod. Mstislav comprese dunque che restare avrebbe significato affrontare anni di conflitto e continue pressioni da parte dei due fratelli, e così decise di lasciare Novgorod per cercare fortuna in Galizia prima dell’agosto del 1218. Va comunque ricordato che la sua partenza non coincise con la fine del dominio dei Rostislavič sulla città, continuato anzi per altri quattro anni, benché stabilità di Novgorod ne uscì compromessa rispetto al passato.

### In Galizia

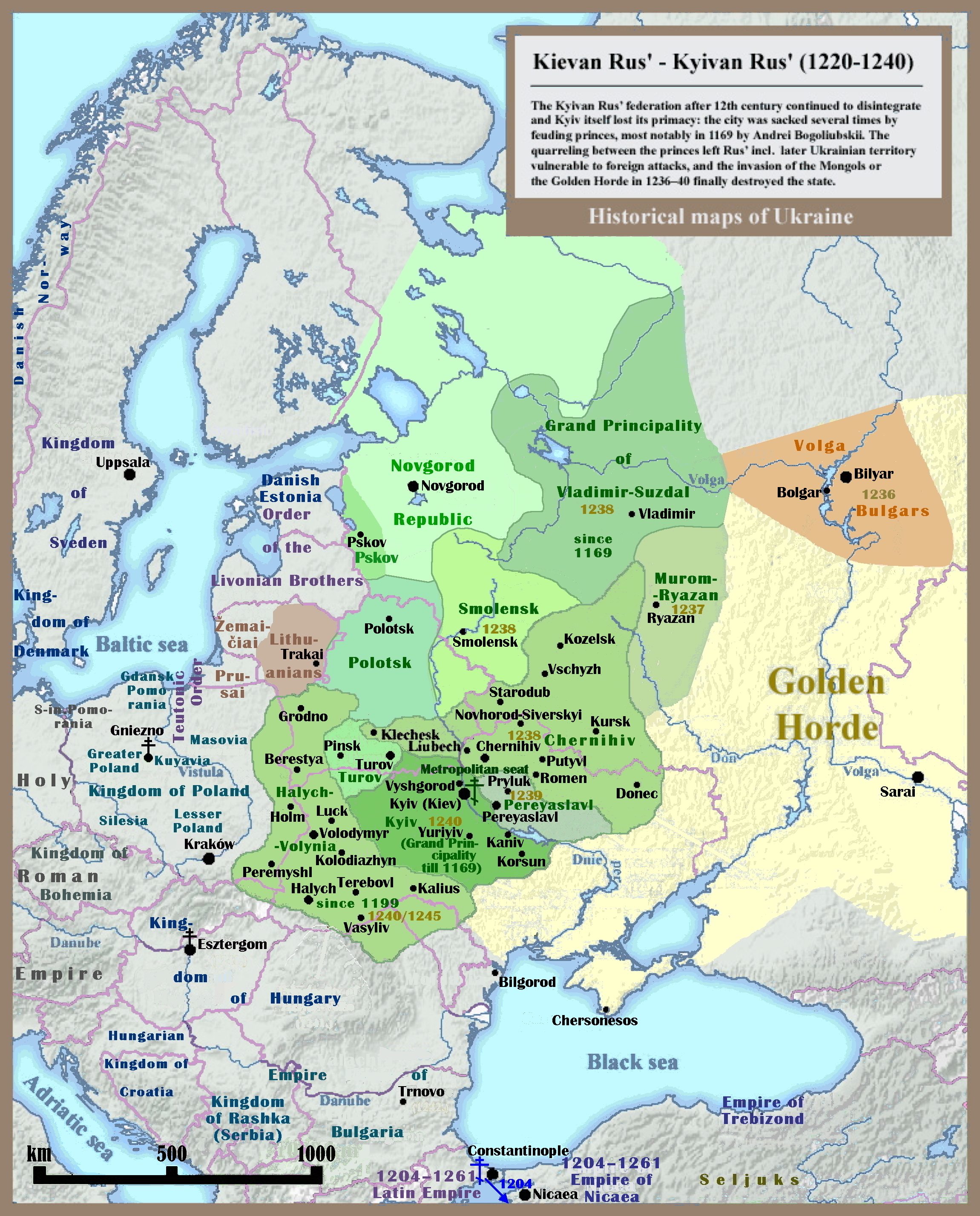
Cartina dell'Europa orientale tra il 1220 e il 1240

Sin dalla battaglia di Zawichost e dalla morte di Romano Mstislavič nel 1205, la Rus' sud-occidentale era piombata in uno stato di guerra civile, una congiuntura che spinse vari attori esterni (in particolare Polonia, Ungheria e molteplici pretendenti ruteni) ad accampare delle pretese per il possesso della Volinia e della Galizia. Le lotte che ne seguirono devastarono le regioni e non portarono all'affermazione di nessuna vera autorità stabile nemmeno dopo la firma del trattato di Spisz del 1214, il quale si proponeva proprio di risolvere queste controversie ed era stato voluto dal re Andrea II d'Ungheria e da Leszek I il Bianco, sovrano della Piccola Polonia. Innanzitutto si stabiliva che avrebbero dovuto avere luogo delle nozze tra Colomanno, il figlio di cinque anni Andrea II che era stato riconosciuto legittimo successore nella Galizia orientale, e Salomea, la figlia di tre anni di Leszek. Quanto alla spartizione vera e propria, fu deciso che all'Ungheria sarebbe toccata la porzione orientale (inclusa la capitale della regione, Halyč), quella occidentale alla Polonia e il centro urbano principale della Volinia, Volodymyr, ad Anna Eufrosina, vedova di Romano Mstislavič. Nessuna decisione ufficiale si assunse in merito al resto della Volinia, benché le terre a ridosso del fiume Bug fossero state occupate da Leszek. Subito dopo l'invasione ad opera degli ungheresi e dei polacchi delle rispettive terre, emerse con tutta evidenza la fragilità del trattato di Spisz quando Andrea II si convinse a voler assumere l'intera Galizia per sé, scontrandosi con i polacchi. Paradossalmente, l'intesa aveva finito per acuire il grado di frammentazione della Galizia, comportando degli strascichi non indifferenti. Sembra che Leszek, non intenzionato ad assumersi i rischi derivanti da un'offensiva in solitaria contro l'esercito ungherese, si fosse rivolto a Mstislav Mstislavič in cerca di un alleato, invitandolo a insediarsi in Galizia. Leszek intendeva così riaffermare la propria autorità sulle terre già perse e fortificare le città della Volinia, ormai esposte alla minaccia di un’incursione ostile. Se l'ipotesi secondo cui la madre di Mstislav fosse stata una figlia di Jaroslav Osmomysl risultasse vera, il principe di Novgorod avrebbe avuto tutto il diritto a effettuare delle rivendicazioni. Si deve poi credere che la designazione di Colomanno suscitò l'indignazione di Mstislav, in quanto la Galizia orientale era una regione a lui molto vicina e storicamente sempre stata legata all'Europa orientale. Non si può escludere che un ulteriore fattore, secondo Fennell addirittura il principale, fosse costituito dall'inquietante prospettiva di una latinizzazione forzata, con l'imposizione del clero cattolico e la soppressione di quello ortodosso in Galizia.
Nell'inverno del 1214/1215, pare che Mstislav si recò ad Halyč passando per Kiev «per chiedere al re [la regione] per sé». Non è certo se in quel frangente stesse velatamente facendo riferimento a un'ipotetica invasione militare in caso di rifiuto, ma si deve pensare di no, visto che non ne fanno menzione né le cronache di Novgorod né quelle di Suzdal', e non vi sono prove a testimonianza di operazioni belliche. Il suo era più verosimilmente un tentativo di effettuare una ricognizione nel sud-ovest, al fine di sondare l'entità delle forze ungheresi e l'umore dei boiardi locali. Il timore di non essere in grado di sostenere una campagna nella regione non era ingiustificato: nel 1215 o nel 1216, gli ungheresi avevano infatti conquistato quelle parti della Galizia occidentale (Peremyšl e Ljubačëv) che erano state concesse a Leszek il Bianco a Spisz. Inoltre Mstislav fu completamente assorbito dalla gestione di Novgorod tra il 1215 e il 1217. La successione irruzione di Mstislav Mstislavič negli affari galiziani è, come gran parte della storia della Russia sud-occidentale in quel periodo, riportata in modo confuso da diverse fonti, con l'esatta cronologia difficilmente ricostruibile. Sembra che, alla fine del 1216 o all'inizio del 1217, Mstislav fosse stato sollecitato da Leszek a intervenire contro gli ungheresi e che a Kiev discusse con Mstislav Romanovič a proposito della possibilità di condurre una campagna congiunta dei Rostislavič in Galizia. L'incursione che ne seguì nel 1218 si concluse con una netta vittoria e Colomanno, il già citato figlio del re Andrea d'Ungheria, fu rispedito in patria, venendo sostituito da Mstislav nel ruolo di sovrano. L'anno seguente concesse in sposa sua figlia Anna al diciottenne Danilo, figlio maggiore di Romano, all'epoca principe della Volinia. Fu una scelta politica di buon senso per il futuro di quella realtà, poiché avviò un inarrestabile percorso di avvicinamento tra Volinia e Galizia. Sin dalle trattative prematrimoniali Danilo accettò il suo genero alla stregua del legittimo sovrano della Galizia e, dal canto suo, Mstislav promise di cedere il trono a Danilo quando sarebbe deceduto.

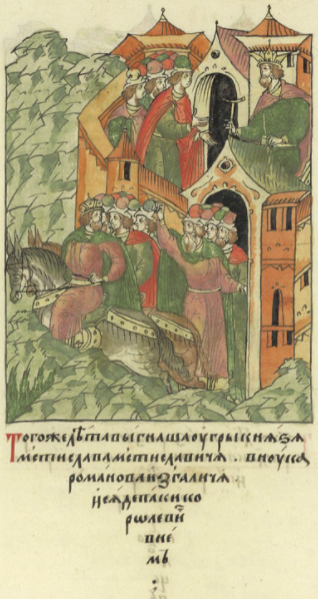
Colomanno d'Ungheria scaccia Msistlav Mstislavič e torna a sedere sul trono galiziano

Si verificò una svolta inattesa a seguito di un curioso malinteso che vide come protagonisti Mstislav, Danilo e Leszek. Mstislav si rifiutò infatti di aiutare il genero a cacciare via i polacchi dalla Volinia, mentre Leszek si convinse che fosse stato lui a consigliare un'azione militare; in realtà è verosimile che Mstislav volesse mantenere un atteggiamento neutrale e preferiva astenersi da qualsiasi combattimento. Nel 1219 gli ungheresi, invocati da Leszek, lo scacciarono e Colomanno tornò al controllo della Galizia. Mstislav aveva chiaramente sottovalutato la forza e la determinazione dei magiari, il rischio della nascita di una coalizione polacco-ungherese e l'opposizione dei boiardi filo-ungheresi di Halyč, che in seguito gli avrebbero generato così tanti ostacoli. L'anno successivo tornò in Galizia, questa volta con un esercito più potente al comando dello stesso principe di Kiev, oltre ad altri «aristocratici» non specificati (incluso Danilo, con cui vi era stato un chiarimento) e un contingente di poloviciani. Malgrado le premesse, l'assalto contro Colomanno si limitò alla devastazione di aree rurali della Galizia, ma Mstislav, provvidenzialmente soccorso da Danilo, non si diede per vinto. Incaricato il genero di attendere a Volodymyr, si preoccupò in tempi rapidi di arruolare quante più truppe possibili per una nuova offensiva. La terza e ultima campagna di Mstislav condotta in Galizia ebbe luogo nel 1221. Scarsamente documentata dalle cronache coeve (una fonte si limita a riferire che «[si] combatt[é] con gli ungheresi, [se ne] massacrar[ono] molti e catturar[ono] il figlio del re»), la coalizione di Mstislav contava alcuni suoi parenti e truppe di varia provenienza giunte da Kiev, Černihiv, Turov, Luc'k in Volinia e persino Suzdal', oltre a un numero considerevole di poloviciani. Al termine delle due battaglie combattute una a est di Halyč e l'altra a ridosso di quest'ultima, gli ungheresi, i galiziani filo-ungheresi e i polacchi al comando di Leszek, che era stato chiamato in soccorso, si arresero e Colomanno fatto prigioniero, con il risultato che Mstislav poté tornare sul trono di Galizia per i successivi sei anni. Pare che, in quella circostanza, Mstislav fu in grado di fornire sostegno a Danilo e fece sì che non perdesse il proprio dominio sulla Volinia. Al contrario, alcune cronache riferiscono di litigi incorsi tra Danilo e Mstislav che minarono la fluida prosecuzione della guerra, ma la storiografia moderna ha ritenuto fantasiose queste insinuazioni e prive di fondamento.
Restano ignote le attività compiute da Mstislav al comando della Galizia, mentre vengono menzionati alcuni interventi negli affari della Volinia nel 1221 e nel 1223. Si è ipotizzato che avesse portato avanti la politica dei suoi predecessori senza apportare stravolgimenti, contrastando perlopiù l'ascesa di Vladimir-Suzdal' e arginandone la potenza rispetto alla Volinia. In quel contesto, Danilo continuò a dimostrare una lealtà cristallina nei confronti di suo genero (del resto contraccambiata), che in teoria risultava l'unico serio rivale nel ruolo di principe della Galizia, e lo stesso fece anche nei confronti dei figli di Mstislav. In merito alle conseguenze geopolitiche, in virtù della partenza di Colomanno e di sua moglie verso l'Ungheria, nel 1223 i Rostislavič potevano dire di aver consolidato il loro controllo su gran parte della Rus' meridionale, insediandosi in Galizia, a Kiev e a Smolensk. Chiunque governasse l'antico principato di Turov pare fosse nient'altro che un vassallo del principe di Kiev. Il vicino occidentale di Smolensk, il fragile principato di Polock, ricadde sempre più nettamente nella sfera d'influenza politico-economica di Smolensk, tanto che nel 1221 o 1222 la capitale Polock stessa fu conquistata dalle truppe di Smolensk. Si può quindi supporre che la maggior parte del principato, ad eccezione delle terre baltiche occidentali, cedute ai crociati entro il 1220 e sottoposte alla pressione costante dei Cavalieri portaspada e della Lituania all'inizio del XIII secolo, fosse nelle mani del principe di Smolensk tra il 1220 e il 1225.

### Scontro con i mongoli

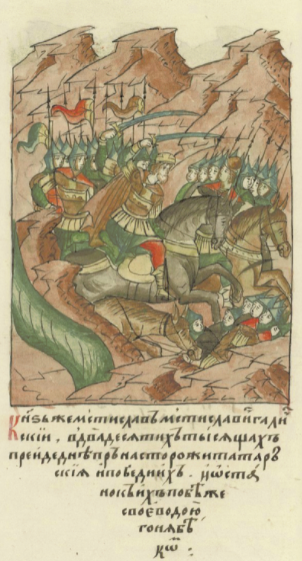
Mstislav Mstislavič alla testa del suo esercito contro i mongoli. Miniatura tratta dalla Cronaca Illustrata di Ivan il Terribile

All'indomani del 1220, l'impero mongolo fondato da Genghis Khan si era espanso notevolmente verso ovest, raggiungendo il Caucaso e costringendo vari popoli a muoversi sempre più verso Occidente, nella speranza di sfuggire agli aggressori. Non si ha notizia di alcun rapporto fornito da esploratori o informatori rus' sulle attività mongole in quel contesto, o comunque non è sopravvissuto alcun resoconto fino ai giorni nostri. Il primo ad apprendere le manovre degli asiatici fu Mstislav Mstislavič tramite suo suocero Köten, un capotribù (khan) poloviciano di origine nomade il cui territorio di competenza si estendeva nella parte orientale estrema del Dnepr. Le parole di Köten dovettero destare viva preoccupazione in Mstislav, poiché decise di convocare un consiglio di guerra a Kiev al quale parteciparono, tra le principali autorità intervenute, Mstislav Romanovič il Vecchio e Mstislav Svjatoslavič di Černihiv, definiti «i prìncipi più autorevoli nella terra di Rus'» (stareishiny v Rouskoi zemli). Lì fu convenuto che i rus' e i poloviciani avrebbero dovuto muoversi a est nella steppa e attaccare il nemico ovunque lo avessero intercettato, anziché aspettare che attraversasse il Dnepr. Quando l'esercito principale si imbatté nei primi emissari tartari, costoro riferirono ai rus' che non si era verificato alcuno scontro tra i due popoli e che invece stavano aggredendo i poloviciani, motivo per cui sarebbe stato più opportuno concordare una pace per evitare qualsiasi scontro. La delegazione fu brutalmente uccisa, ma quando si verificò un secondo incontro con altri emissari, in cui i tartari rinfacciarono l'increscioso episodio e ricordarono di nuovo di non essere in guerra con i rus', essi furono lasciati andare. Attraversato il Dnepr dalla riva sinistra, l'esercito marciò per nove giorni fino al 31 maggio. Gli eventi antecedenti a questa data vengono raccontati con diversi gradi di accuratezza dalle diverse fonti e narrano di fugaci scontri tra gli esploratori tartari e l'esercito rus', nel frattempo ingrossatosi a mano a mano che procedeva. Oltre agli uomini provenienti da Kiev, dalla Galizia e da Černihiv, si unirono infatti guerrieri della Volinia, di Smolensk, di Luc'k, di Turov e probabilmente di tante altre città. Fu poi forse inviato anche un distaccamento da Suzdal' per ordine di Jurij II Vsevolodovič, ma dovette trattarsi di un numero di uomini puramente simbolico e che forse nemmeno partecipò agli scontri, in quanto fece ritorno a casa nei primi giorni di giugno.
Il 31 maggio 1223, la coalizione che Mstislav aveva radunato subì una netta sconfitta nella battaglia del fiume Kalka, un affluente del Kal'mius, ma non si conserva alcuna testimonianza che ne chiarisca in modo univoco le cause. Un unico indizio del fallimento viene accennato dal Codice Ipaziano, che menziona un'«aspra faida» incorsa tra i tre Mstislav al comando. Poco prima dello scontro finale sul Kalka, Mstislav Mstislavič avrebbe ordinato a Danilo di Volinia di attraversare il fiume e studiare lo schieramento tartaro. Pare che quando diede l'ordine di ingaggiare battaglia, «non avvertì Mstislav [Romanovič il Vecchio e l'altro Mstislav [Svjatoslavič di Černihiv], che erano all'accampamento: Mstislav [Mstislavič] non glielo aveva detto per gelosia, perché c'era una grande inimicizia tra loro». Anche se il cronista galiziano sembra esprimere un giudizio fazioso su Mstislav, descrivendone il governo quasi alla stregua di una sciagura, la presenza di almeno due accampamenti separati tra i comandanti può costituire un indizio a sostegno di questa ricostruzione. Vi è inoltre chi ha creduto che la diversità di tattiche adoperate giocò un ruolo importante, poiché Mstislav preferiva una strategia offensiva, a differenza degli altri due. A prescindere da qualsiasi congettura, è fattuale che si verificò una fatale mancanza di coesione tra i tre comandanti principali nel momento del bisogno. La sconfitta si spiegherebbe pure con il ritiro volontario dei Brodnici (una tribù slava unitasi a Mstislav), la scarsa capacità di resistenza offerta dai poloviciani contro i tartari e la generale impreparazione dei rus' a sostenere uno scontro su vasta scala, dovuta all'eccessiva frammentazione tra i reparti. A proposito delle perdite, si deve osservare che la conseguenza più catastrofica della battaglia fu proprio la carneficina subita dai rus'. Oltre alle varie vittime illustri elencate dalla Prima Cronaca di Novgorod (tra cui ad esempio il principe Mstislav di Kiev) e al netto di cifre iperboliche o di paragoni che si dimostrano inefficaci per una ricostruzione storiografica convincente, lo studioso John Fennell ha presunto che i caduti effettivi ammontassero a circa la metà del totale delle truppe impegnate nello scontro.

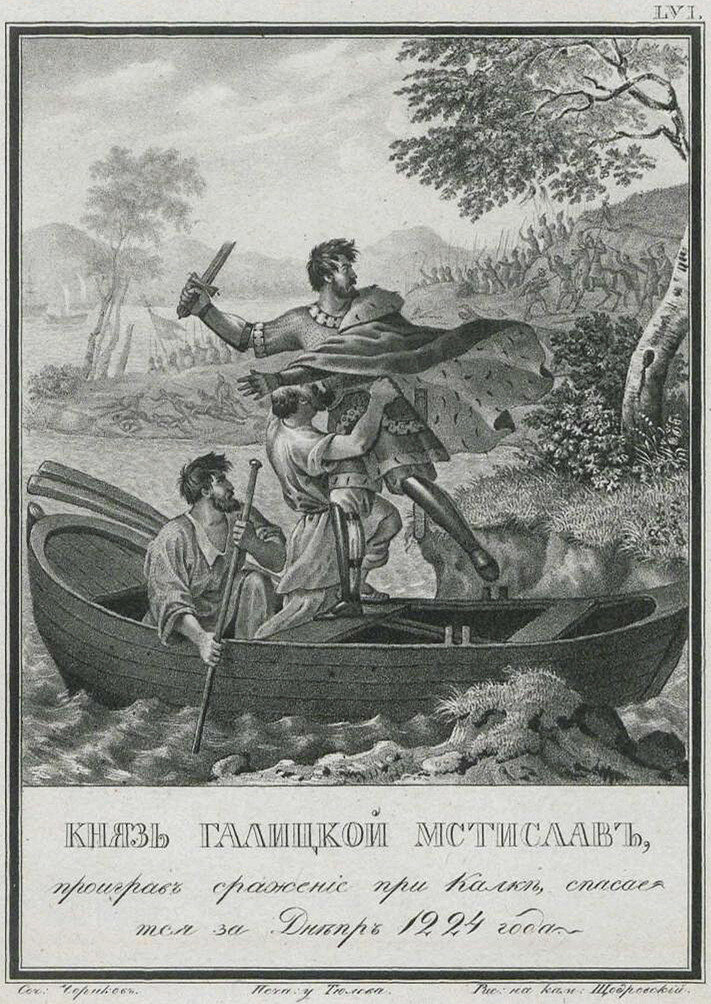
La precipitosa fuga compiuta da Mstislav Mstislavič dal campo di battaglia sul fiume Kalka. Pare che, per evitare di essere inseguito dai mongoli, il principe tagliò le funi delle barche. Litografia di Boris Artem'evič Čorikov

La battaglia contro i tartari fu, secondo Dimnik, la più ampia a cui Mstislav partecipò mai. Quanto alle conseguenze geopolitiche, non si patì alcuna sofferenza concreta, tenendo presente che Novgorod e Pskov erano rimaste estranee alla lotta, così come la Galizia, poiché gli invasori si ritirarono subito oltre il Dnepr all'indomani della vittoria. Gli unici ad aver davvero perso la propria supremazia furono i poloviciani, i quali, dopo essere stati scacciati dalla steppa pontico-caspica, dovettero trovarsi sotto la guida di Köten una nuova casa, muovendosi verso l'Ungheria. Si spiegano in tal senso le campagne condotte contro i tartari nel 1225 e nel 1228 al fianco di Mstislav e di Danilo di Galizia.

### Ultimi anni
Sebbene l'equilibrio di potere rimase invariato, Mstislav trascorse il resto della sua esistenza lottando per mantenere il controllo della Galizia. Nel 1224, di ritorno a Halyč dalla battaglia di Kalka, entrò in contrasto con Danilo di Volinia e dovette preoccuparsi anche di respingere gli assalti polacchi. Nel 1225, scoperto che le accuse contro Danilo erano false e frutto delle calunnie di Alessandro Vsevolodovič di Belz, Mstislav si riconciliò con lui e avviò dei negoziati con il re ungherese Andrea II. Il cronista riferisce che, su consiglio degli astuti boiardi galiziani, giunse a un accordo ai sensi del quale, dopo la morte di Mstislav, la Galizia sarebbe passata al terzogenito del re magiaro e suo omonimo, Andrea. Nell'intesa, Mstislav fece aggiungere una clausola ai sensi della quale, fintantoché sarebbe rimasto in vita, né re Andrea né Colomanno avrebbero interferito con gli affari galiziani. Il patto fu infine siglato con il fidanzamento del giovane Andrea con Maria, la figlia minore di Mstislav, e con la cessione della città di Peremišl', nella Galizia occidentale, ai magiari. Nel 1226, un boiardo confidò a re Andrea che Mstislav stava per attaccarlo e il monarca ungherese, senza chiedere a sostegno alcuna prova, gli credette e pianificò un attacco contro la Galizia, rinnegando le precedenti promesse. Dalle testimonianze di epoca successiva, si è intuito che in realtà Mstislav intendeva assegnare la Galizia a Danilo.
Nell'inverno del 1226-1227, Andrea lanciò un'offensiva che costrinse Mstislav a una precipitosa ritirata arrestatasi soltanto quando gli ungheresi vennero fermati dalle acque del Dnestr, le cui acque si erano ingrossate a tal punto da impedire qualsiasi avanzamento. Andrea si congiunse dunque con i polacchi, che avevano deciso di sostenerlo, e assaltò la Volinia, costringendo Danilo, principale rivale nella corsa al trono di Galizia, a resistere all'impeto nemico. A Kremenec', malgrado la situazione apparisse disperata, Danilo prevalse e Mstislav ne approfittò per attaccare le truppe appena ritiratesi a Zvenihorod, ottenendo una grande vittoria che comportò una frettolosa fuga del re magiaro. La battaglia fu l'ultima occasione in cui Mstislav ebbe modo di mettere in pratica il suo genio tattico, puntando sull'esecuzione di attacchi a sorpresa fulminei e mirati. Le fonti narrano che soltanto l'intervento di un boiardo, tacciato dalle cronache di essere filo-ungherese e di aspirare in cuor suo a un ritorno di Andrea, convinse Mstislav a non inseguire lo sconfitto. Stando a una ricostruzione alternativa, l'abilità militare di Mstislav non andrebbe sopravvalutata, in quanto si impose su un esercito che era già stato sfiancato e parzialmente battuto a Kremenec'. Inoltre, sulla base di resoconti di epoca successiva si è compreso che l'esercito non fu per niente decimato.  Qualunque sia la verità, mentre avvenivano gli scontri appena descritti, Leszek inviò nuovi rinforzi dalla Polonia, ma Danilo li sbaragliò e ristabilì la tranquillità nella regione.

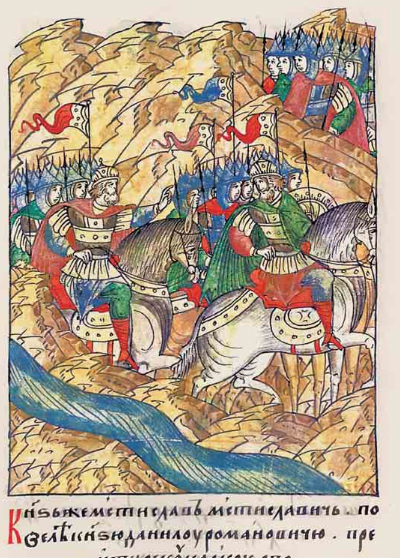
Mstislav Mstislavič (a sinistra) e Danilo di Volinia (a destra) marciano assieme a cavallo al comando di un vasto esercito. Miniatura tratta dalla Cronaca Illustrata di Ivan il Terribile

Nel corso del 1227, le cronache si riferiscono più volte a episodi di disaffezione nei confronti di Mstislav, il quale non sembrava più incontrare il favore della popolazione, pur mantenendo un'autorità abbastanza solida da impedire agli oppositori di spodestarlo. Interrogatosi sulla possibilità di continuare a comandare in una terra in cui non era più ben voluto, emblematica risulta la riflessione affidata a un boiardo interpellato per esprimere il proprio parere: «Se la concederete [la Galizia] al principe [ungherese], potrete sottrarla a lui quando vorrete. Se la assegnate a Danilo, perderete la Galizia per sempre, perché i galiziani vogliono che Danilo sia il loro principe». Sotto pressione dei boiardi, Mstislav assegnò quindi la Galizia al suo genero Andrea d'Ungheria e si allontanò volontariamente dalla regione andando a Torčesk, consacrando dunque la sua impopolarità. Dovendo spiegarne le ragioni, vi è chi ha sottolineato come egli suscitasse un timore reverenziale enorme agli occhi dei sudditi, impauriti dalla sua potenza, ma tale teoria non si è rivelata sufficientemente convincente. È più verosimile che la popolazione mal sopportasse l'idea di essere governata da uno straniero, impostosi con l'ausilio di forze non autoctone e mai legittimato da un'autentica volontà popolare. Tanto i cittadini quanto i boiardi, con i quali si crede Mstislav avesse deliberatamente cercato il dialogo, dimostrava maggiori apprezzamenti per Danilo, il cui governo della regione era stato promesso sin dalla morte di suo padre Romano nel 1205. Nessuno voleva poi che Mstislav affermasse al potere la sua dinastia e, inoltre, si tollerava a malapena il frequente ricorso a guerrieri poloviciani, atavici nemici dei rus' e responsabili di grandi sofferenze in Galizia. In ultimo bisognerebbe ricordare che Mstislav, all'epoca circa cinquantacinquenne, era probabilmente malato. Questa teoria è suffragata dal momento in cui avvenne la morte, ovvero un anno dopo aver abdicato, e dall'ampio spazio di manovra che i boiardi finirono per acquisire durante le fasi finali del suo principato.
Qualcuno ha sostenuto che i boiardi raggiunsero l'apice della loro influenza durante il suo principato, ma si tratta di un'affermazione esagerata e la cui portata andrebbe ridimensionata; più realisticamente, si deve tener presente che la disfatta a Kalka scalfì in maniera irreparabile la fama di condottiero invincibile di cui fino ad allora aveva goduto Mstislav. Ciò lo costrinse ad adottare una politica pacifica nei confronti dei suoi vicini e dei nobili a lui ostili. Confrontando la sua esperienza a Novgorod, Mstislav ebbe sempre degli oppositori, ma stavolta non riuscì a ingraziarsi la popolazione e la nobiltà come aveva fatto altrove. Dopo la vittoria dei boiardi filo-ungheresi, le condizioni della Galizia tornarono alle fasi antecedenti all'ascesa di Mstislav al trono. Con la sua affermazione, il clero ortodosso aveva potuto continuare a respirare, ma il ritorno di Colomanno portò al ripristino delle politiche repressive ungheresi. E se Colomanno e i polacchi erano invisi anche a Danilo, fu soltanto la presenza di Mstislav a impedirgli di compiere un'azione bellica in Galizia per rivendicare i suoi diritti. Quando il suocero si allontanò dalla regione, Danilo si preparò a sfidare l'autorità di Colomanno e a sconvolgere nuovamente i fragili equilibri della Galizia.

### Morte e sepoltura

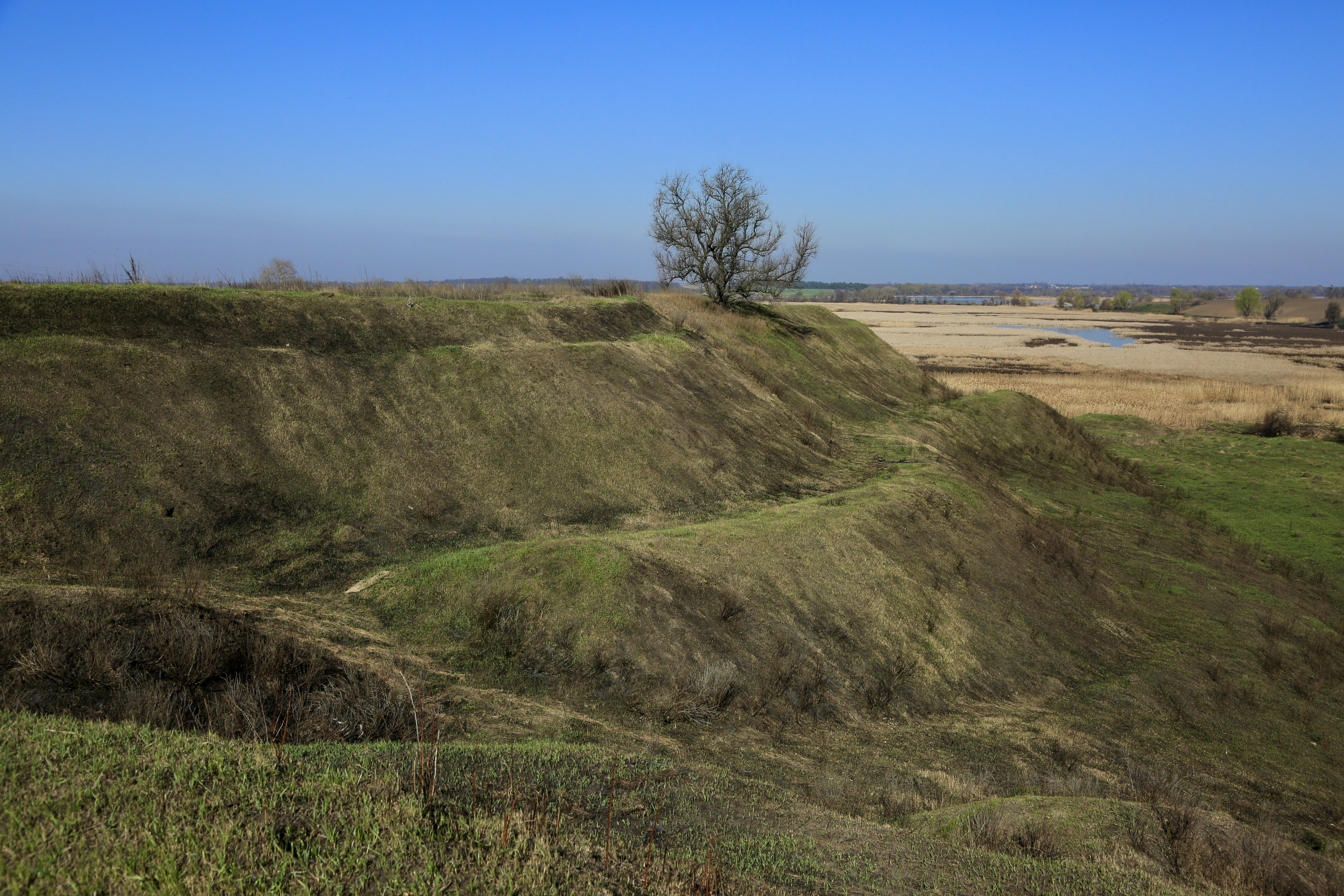
Resti di una fortezza di collina a Torčesk, in Ucraina, possedimento di Mstislav

Abbandonata la Galizia, Mstislav si recò a Torčesk, che considerava suo dominio. Lì espresse rammarico per aver lasciato in eredità Halyč al genero, il principe Andrea, tanto da considerare l'idea di marciare assieme a Danilo contro il magiaro per consegnarglielo. Egli aveva forse promesso al figlio di Romano di insediarsi in Galizia e si pentì a tal punto di non aver adempiuto a questa promessa che pare gli disse: «Figlio mio, ho peccato non consegnando la Galizia a te, ma a uno straniero, dopo essere stato persuaso a farlo [da chi] mi ha ingannato con il suo consiglio». Sentendo approssimarsi la morte, Mstislav espresse anche il desiderio di rivedere il suo «figlio» Danilo, ma non gli fu permesso. Il Codice Ipaziano riferisce che Mstislav desiderava affidare la sua famiglia e i suoi figli alle cure di Danilo, «perché lo amava con tutto il cuore».
Mentre nel 1228 viaggiava verso Kiev, probabilmente allo scopo di visitare suo cugino Vladimir Rjurikovič, Mstislav Mstislavič l'Audace soffrì di un forte malore e volle fermarsi, malgrado le fonti non specifichino dove. Prima di morire, «prese i voti del grande abito» (la skhima), la più rigorosa osservanza monastica nella Chiesa ortodossa. Essendo evidentemente assai malato in quel momento, probabilmente intendeva spirare nella moderna capitale ucraina e lì essere sepolto. Secondo una fonte non cronachistica, il suo corpo fu traslato a Kiev e sepolto nella chiesa della Santa Croce del Signore (Krestovozdvizhenskaya) che aveva fatto costruire nel 1212. Se Mstislav fosse nato tra il 1173 e il 1175, come hanno creduto gli esperti, avrebbe avuto poco più di cinquant'anni quando morì. Quanto al luogo di sepoltura, poiché né Novgorod né la Galizia erano diventati suo dominio patrimoniale, dove avrebbe potuto costruire un mausoleo, fondò la sua chiesa a Kiev (probabilmente nel 1212, quando i Rostislavič scacciarono Vsevolod Cermnij), visitata più volte e tradizionale luogo di sepoltura dei Mstislavič. Poiché dal 1212 i principi di Kiev erano stati i suoi cugini Mstislav Romanovič e poi Vladimir Rjurikovič, ognuno di loro avrebbe potuto autorizzare la costruzione dell'edificio di culto. A giudicare dalle informazioni disponibili, la sua fu l'ultima chiesa ad essere costruita a Kiev prima dell'invasione mongola dell'Europa. La sua sepoltura sembra anche essere stata l'ultima di tipo dinastico attestata in quella città prima del 1240, cioè quando gli invasori mongoli la saccheggiarono.

## Ascendenza
|                                        |                     |                        | Genitori |  |  | Nonni                |  |  | Bisnonni                |  |
|                                        |                     |                        |          |  |  | Rostislav Mstislavič |  |  | Mstislav I Vladimirovič |  |
|                                        |                     |                        |          |  |  | Rostislav Mstislavič |  |  | Mstislav I Vladimirovič |  |
|                                        |                     | Cristina Ingesdotter   |          |  |  | Rostislav Mstislavič |  |  |                         |  |
| Mstislav Rostislavič il Coraggioso     |                     |                        |          |  |  | Rostislav Mstislavič |  |  |                         |  |
|                                        |                     | …                      | …        |  |  |                      |  |  |                         |  |
|                                        |                     | …                      | …        |  |  |                      |  |  |                         |  |
|                                        |                     | …                      | …        |  |  |                      |  |  |                         |  |
| Mstislav Mstislavič                    |                     | …                      |          |  |  |                      |  |  |                         |  |
|                                        | Jaroslav Osmomysl ? | Vladimirko Volodarovič |          |  |  |                      |  |  |                         |  |
|                                        | Jaroslav Osmomysl ? | Vladimirko Volodarovič |          |  |  |                      |  |  |                         |  |
|                                        | Jaroslav Osmomysl ? | Sofia d'Ungheria       |          |  |  |                      |  |  |                         |  |
| prima moglie di Mstislav Rostislavič ? | Jaroslav Osmomysl ? |                        |          |  |  |                      |  |  |                         |  |
|                                        |                     | …                      | …        |  |  |                      |  |  |                         |  |
|                                        |                     | …                      | …        |  |  |                      |  |  |                         |  |
|                                        |                     | …                      | …        |  |  |                      |  |  |                         |  |
|                                        |                     | …                      |          |  |  |                      |  |  |                         |  |

## Discendenza

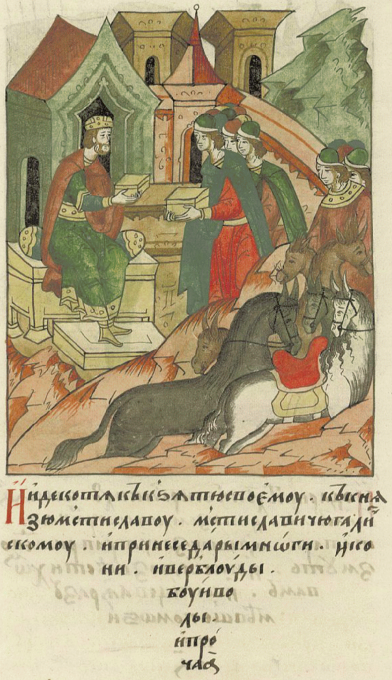
Il khan Köten si reca da Mstislav Mstislavič, a cui aveva concesso in sposa sua figlia, e gli elargisce dei doni. Illustrazione tratta dalla Cronaca Illustrata di Ivan il Terribile

In un momento imprecisato della sua vita, Mstislav sposò Maria, una figlia del khan Köten, ed è lecito supporre che il matrimonio ebbe luogo quando entrambi i congiunti erano giovani e in grado di concepire degli eredi, dunque, nell'ultimo decennio del XII secolo. Il matrimonio fu molto vantaggioso in quanto permise spesso a Mstislav di sollecitare l'aiuto dei poloviciani nelle sue battaglie per la Galizia. Stando a quanto riferito dalle cronache, la coppia ebbe tre maschi e tre femmine, su cui si conosce un insieme di dati abbastanza scarno. In particolare, il livello di informazioni storiografiche si assottiglia in maniera estrema con riferimento ai figli maschi, non essendo innanzitutto noto il loro nome. L'unica eccezione coincide con Basilio, il primogenito, che nel 1217 era rimasto a Novgorod quando il padre si allontanò e che morì due anni più tardi. È degno di nota che Mstislav lasciò in eredità la Galizia al suo genero Danilo anziché a uno dei suoi figli maschi sopravvissuti. Nel 1231, tre anni dopo la morte di Mstislav, il Codice Ipaziano riferisce che Danilo di Volinia cedette la città di Torčesk ai due figli maschi del defunto. Donandola ai due Mstislavič, Danilo dimostrò la sua lealtà al suocero anche dopo la sua dipartita e, per così dire, ne assecondò la volontà di supervisionare i figli. Il passaggio appena citato è l'unico sparuto riferimento compiuto dal cronista al secondogenito e al terzogenito di sesso maschile di Mstislav. Non si fornisce quindi alcuna spiegazione del perché apparentemente il genitore li avesse ignorati o non si facesse da loro accompagnare nelle sue campagne di guerra, né è dato sapere se alcuno di essi (incluso Basilio) si sposò.
Quanto alle figlie femmine, si sa che Teodosia (Rostislava) sposò Jaroslav II Vsevolodovič di Perejaslavl', un'unione che però sin dalle origini trasudava scarse potenzialità, in quanto Jaroslav era terzo nell'ordine gerarchico nella dinastia di Suzdal' e quindi relativamente ininfluente nella linea di successione. Inoltre, Jaroslav si dimostrò un genero bellicoso e irrispettoso del vincolo coniugale nei confronti del suocero, tanto da sfidarlo per il controllo di Novgorod. Più fruttuosi furono i matrimoni combinati tra Anna e Danilo di Volinia da una parte e Maria e Andrea d'Ungheria dall'altra. Mstislav fu il nonno materno, tra i vari discendenti, di Alessandro Nevskij (figlio di Teodosia e di Jaroslav II Vsevolodovič) e del principe Leone I di Galizia (figlio di Anna e di Danilo di Volinia). 
Al netto di diverse ipotesi avanzate dagli studiosi, di seguito un albero genealogico dei figli di Mstislav elaborato da Martin Dimnik:
|                  |                  |                        |                        |                        |                        |                                                  |                                                  |                        |                        |                         |                         |
|                  |                  |                        |                        |                        | Mstislav Mstislavič    |                                                  |                                                  |                        |                        |                         |                         |
|                  |                  |                        |                        |                        |                        |                                                  |                                                  |                        |                        |                         |                         |
|                  |                  |                        |                        |                        |                        |                                                  |                                                  |                        |                        |                         |                         |
| Basilio († 1218) | Basilio († 1218) | figlio ignoto († 1231) | figlio ignoto († 1231) | figlio ignoto († 1231) | figlio ignoto († 1231) | Teodosia (Rostislava) ? Jaroslav II Vsevolodovič | Teodosia (Rostislava) ? Jaroslav II Vsevolodovič | Anna Danilo di Volinia | Anna Danilo di Volinia | Maria Andrea d'Ungheria | Maria Andrea d'Ungheria |

## Giudizio storiografico

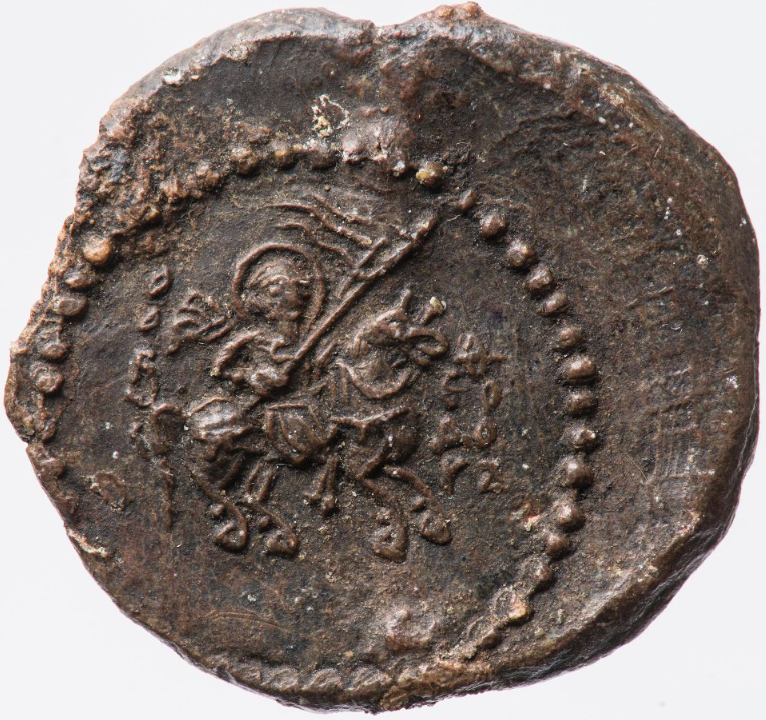
Il sigillo di Mstislav Mstislavič con l'immagine di San Teodoro di Amasea

Considerato tra i tre principi più importanti della Rus' e tra i comandanti militari più capaci della sua epoca, Mstislav Mstislavič si rivelò un abile politico e riuscì a effettuare una perenne scalata della gerarchia facendo affidamento soltanto sulle sue capacità, poiché era uno dei figli minori e non destinato a posizioni di spicco. Innanzitutto riuscì a ingraziarsi la popolazione di Novgorod, una realtà alla costante ricerca di un signore che tutelasse i loro interessi dai nemici esterni. La sua parentesi in quella città è stata giudicata sotto vari aspetti: se da una parte si è detto che governò «con mano ferma e abile», dall'altra si è osservato che ebbe la fortuna di trovarsi al potere nel posto e nel momento giusto, salvando Novgorod da momenti critici e senza mai inimicarsi di sua iniziativa l'aristocrazia locale. Poi si insediò nella frammentata Galizia sconfiggendo le potenze straniere che perseguivano il medesimo obiettivo, occupando un trono che, sin dai tempi di Jaroslav Osmomysl, garantiva assieme a Kiev e Černihiv un innegabile prestigio nella Rus' meridionale. È significativo invece che non avesse mai avanzato alcuna pretesa sulla sua presunta città natale, Smolensk. Quanto a Kiev, non vi è alcuna prova cronachistica da cui si intuisca un tentativo di ottenerne il controllo, benché avrebbe potuto provarci. Per tutta la sua esistenza, rispettò il sistema di successione congegnato per Kiev da Jaroslav il Saggio, accettando volentieri il suo rango subordinato nell'ordine genealogico della sua dinastia. Resta pur vero che il suo status di gran principe di Novgorod e gran principe di Galizia non gli conferiva particolari prerogative di successione a Kiev o di primato nella sua dinastia.
La sua esperienza militare e le sue alleanze politiche permisero a Mstislav di incidere sulla politica della Rus' durante il primo quarto del XIII secolo, come quando nel 1212 aiutò suo cugino Mstislav Romanovič a diventare gran principe di Kiev, conferendo così ai Rostislavič la supremazia sulla Rus'. Nel 1216 fu determinante nell'insediare Costantino Vsevolodovič sul trono di Vladimir-Suzdal', seppur per un breve frangente. Al netto della disfatta a Kalka, fece di tutto in vita per dimostrare la validità del suo soprannome, l'"Audace", combattendo dall'Estonia a Kiev, dalla Galizia alle steppe pontico-caspiche (ma mai a Smolensk, patrimonio della sua dinastia). La cronaca di Novgorod lo giudica il guerriero più grandioso tra i Rostislavič e forse persino di tutta la Rus', tanto da venire consultato anche quando non era ancora il membro più anziano della famiglia.
Vi è chi sommariamente ha ravvisato nella biografia di Mstislav il racconto di un semplice cavaliere errante in cerca di avventure. A giudizio invece della maggioranza degli storici, il suo percorso fu quello di un abile statista, come si desumerebbe anche dal fatto che a nessun altro sovrano della Rus' non attivo a Kiev o nella sua capitale dinastica (Smolensk, nel caso di Mstislav) fu attribuito il titolo di "gran principe" (velikiy knyaz'). Va altresì segnalato che i risultati da lui raggiunti non furono frutto di semplici successioni dinastiche, bensì di perizia in guerra e arguzia in politica. Fu infine l'unico discendente di Vladimir Monomaco a innalzare una chiesa a Kiev senza rivestire la dignità di principe locale, e l'ultimo, prima dell'irrompere dei mongoli, a ricevere in quella capitale sepoltura e onori consoni a un importante aristocratico.

## Influenza culturale
Mstislav Mstislavič è uno dei personaggi presenti nei romanzi Gengis Khan (titolo originale: "Чингиз-хан") di Vasilij Jan e Il secolo crudele (Жестокий век) di Isaj Kalašnikov. Una sua scultura è inoltre presente nell'importante monumento dedicato al Millenario della Russia nel Cremlino di Velikij Novgorod. Sono a lui intitolate diverse strade in Russia e in Ucraina, come ad esempio a Novgorod e a Leopoli.